# Jüdischer Friedhof (Dreißigacker)

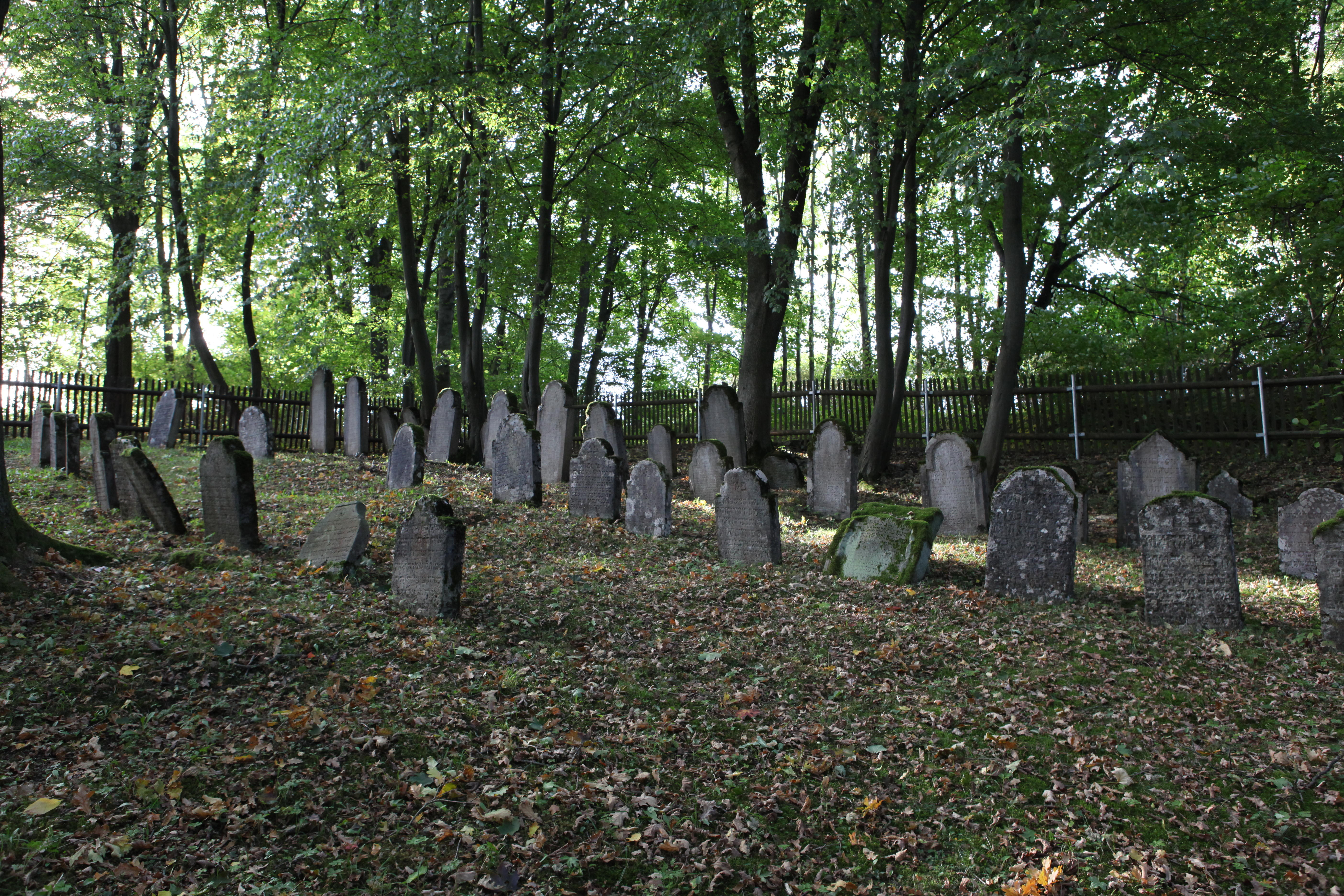
Westlicher Teil des Friedhofes

Der Jüdische Friedhof Dreißigacker liegt im thüringischen Ort Dreißigacker, einem Stadtteil von Meiningen.

## Geschichte
In der Mitte des 17. Jahrhunderts sind wohl die ersten jüdischen Familien nach Dreißigacker gezogen. Eine jüdische Gemeinde gab es in Dreißigacker im 18. und 19. Jahrhundert. Sie hatte 1833 56 Mitglieder. 1856 erhielten die im Herzogtum Sachsen-Meiningen lebenden Juden die bürgerliche Gleichberechtigung. In der Folge zogen fast alle jüdischen Familien aus Dreißigacker in die benachbarte Residenzstadt Meiningen. Beim Stadtbrand im Jahr 1867 wurden die Schule und die Synagoge zerstört. Im selben Jahr wurden die vier noch in Dreißigacker lebenden Juden Mitglieder der Kultusgemeinde Meiningen.
Den jüdischen Friedhof legte die Gemeinde im 17. Jahrhundert an. Beerdigungen fanden auf dem Friedhof im 20. Jahrhundert nicht mehr statt. 1932 wurde der Friedhof geschändet.

## Lage und Charakterisierung
Der rund 19 ar große Friedhof befindet sich etwa 200 Meter östlich von Dreißigacker am Rande der Hochebene. Er ist in zwei Areale aufgeteilt. Im älteren, westlichen Teil stehen noch 24 Grabsteine (Mazewot), die mehrheitlich aus dem 18. Jahrhundert stammen und nur Hebräisch beschriftet sind. Der älteste Grabstein stammt aus dem Jahr 1665. Der jüngere Friedhofsteil an der Ostseite hat 28 Grabsteine in zwei Grabreihen.